# Cryptonanus
Cryptonanus ist eine im Jahr 2005 neu beschriebene Gattung aus der Familie der Beutelratten (Didelphidae). Sie ist im mittleren und südlichen Südamerika (von Mittelbrasilien und Bolivien bis Argentinien) beheimatet.

## Beschreibung
Diese Tiere sind mausähnliche Beuteltiere, die keinen Beutel besitzen. Ihr Fell ist an der Oberseite grau oder braun gefärbt, die Unterseite ist heller, oft weißlich. Wie alle kleineren Beutelratten haben sie große Augen, eine spitze Schnauze und große Ohren.

## Lebensraum
Diese Tiere dürften in stärkerem Ausmaß als andere kleine Beutelratten Bodenbewohner sein und in Grasländern leben, viel ist über ihre Lebensweise allerdings nicht bekannt.

## Systematik
Die Gattung wurde erst im Jahr 2005 von Robert S. Voss, Darrin P. Lunde und Sharon Jansa beschrieben. Sie ähneln äußerlich den Beutelratten der Gattung Gracilinanus, unterscheiden sich aber in Details des Schädelbaus und der Zähne.
Voss und Jansa unterscheiden vier Arten:
- Ceara-Schmalbeutelratte (Cryptonanus agricolai) (östliches Brasilien)
- Chaco-Schmalbeutelratte (Cryptonanus chacoensis) (Bolivien, Paraguay, nördliches Argentinien)
- Guahiba-Zwergbeutelratte (Cryptonanus guahybae) (Südostbrasilien)
- Unduavi-Zwergbeutelratte (Cryptonanus unduaviensis) (Ostbolivien)

In einer Mitte 2021 veröffentlichten phylogenetischen Studie kommt man zu dem Schluss, dass es in der Gattung zehn voneinander unabhängige genetische Linien gibt, die sich in Quartär und Pleistozän voneinander getrennt haben.